# 카드보드

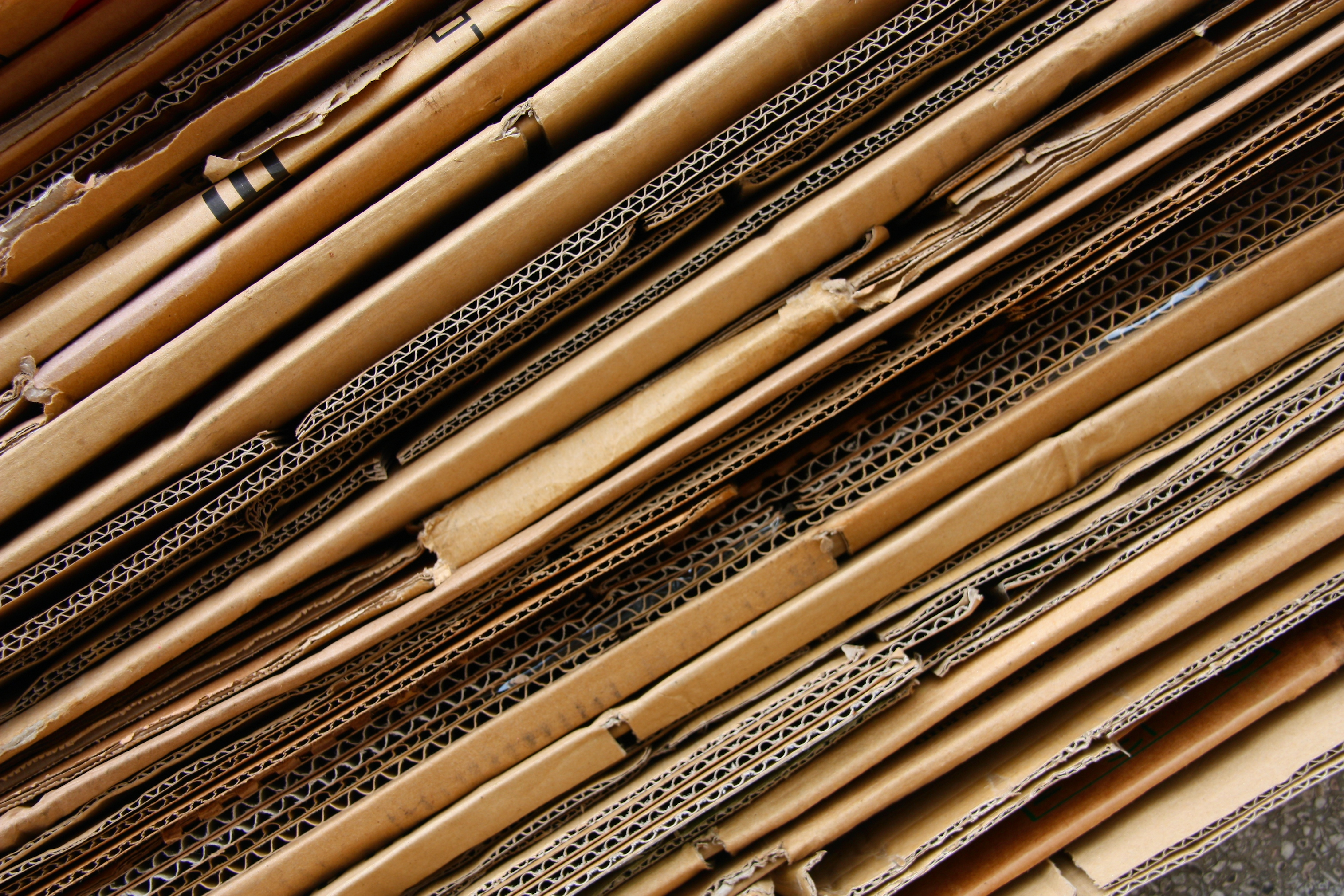
골판지 예시

카드보드(cardboard)는 무거운 종이 기반 제품을 통칭하는 용어이다. 그 구성은 판지로 알려진 두꺼운 종이부터 여러 겹의 재료로 만들어진 골판지에 이르기까지 다양하다. 천연 카드보드는 특정 제품에 따라 회색에서 밝은 갈색을 띠며, 염료, 안료, 인쇄 및 코팅이 가능하다.
"카드보드"라는 단어는 영어와 프랑스어에서 일반적으로 사용되지만, 특정 제품을 적절하게 정의하지 못한다는 이유로 상업 및 산업 분야에서는 사용이 지양된다. 재료 생산업체, 용기 제조업체, 포장 엔지니어,
그리고 표준화 기구는 보다 구체적인 용어를 사용한다.

## 사용 통계
2020년 미국은 연간 카드보드 사용량에서 사상 최고치를 기록했다. 그해 1,200억 개 이상의 카드보드가 사용되었으며, 미국에서 판매되는 모든 제품의 약 80%가 카드보드로 포장되었다. 같은 해에 미국 가정에서 13,000개 이상의 개별 소비자 카드보드 포장재가 모든 종이 제품과 함께 버려졌는데, 이는 미국에서 매년 발생하는 모든 고형 폐기물의 거의 42%에 해당한다. 이러한 환경 영향을 줄이기 위해 많은 가정에서 카드보드 상자를 친환경적인 용도로 재활용하기 시작했다.
그러나 엄청난 양의 종이 폐기물에도 불구하고, 그 대부분은 현대 시대의 가장 성공적이고 지속 가능한 포장 재료 중 하나인 골판지로 구성되어 있으며, 산업적으로는 골판 섬유판으로 알려져 있다.

## 종류

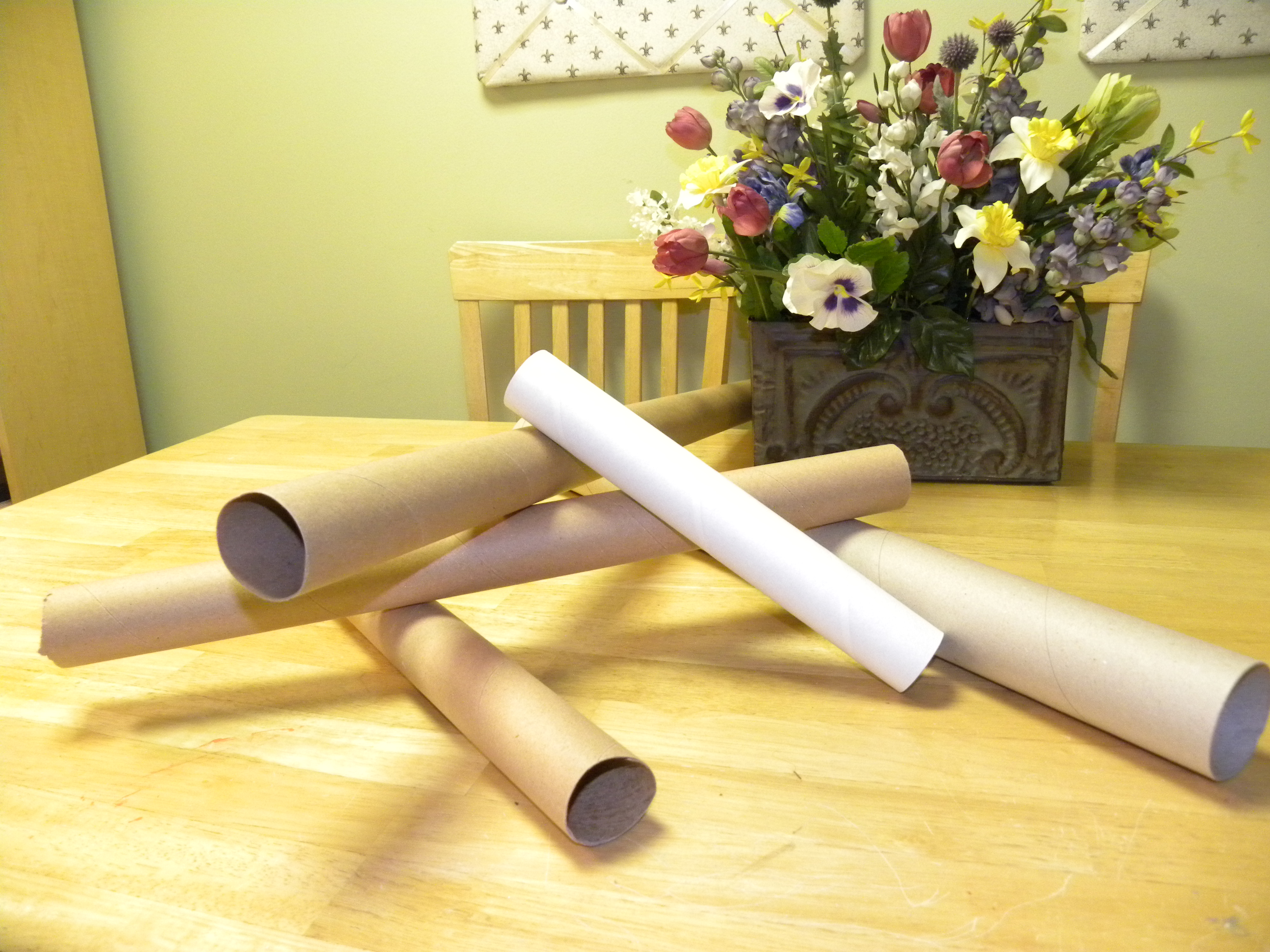
높은 강도가 필요하지만 인쇄성이 낮은 카드보드 튜브

### 다양한 카드 스톡
다양한 종류의 카드를 카드보드라고 부를 수 있다. 여기에는 명함, 구멍 카드, 엽서, 플레잉 카드, 카탈로그 표지, 제본용 제본 보드, 스크랩부킹 및 일반 종이보다 높은 내구성이 필요한 다른 용도에 사용되는 두꺼운 종이(다양한 종류) 또는 페이스트보드가 포함된다.

### 판지

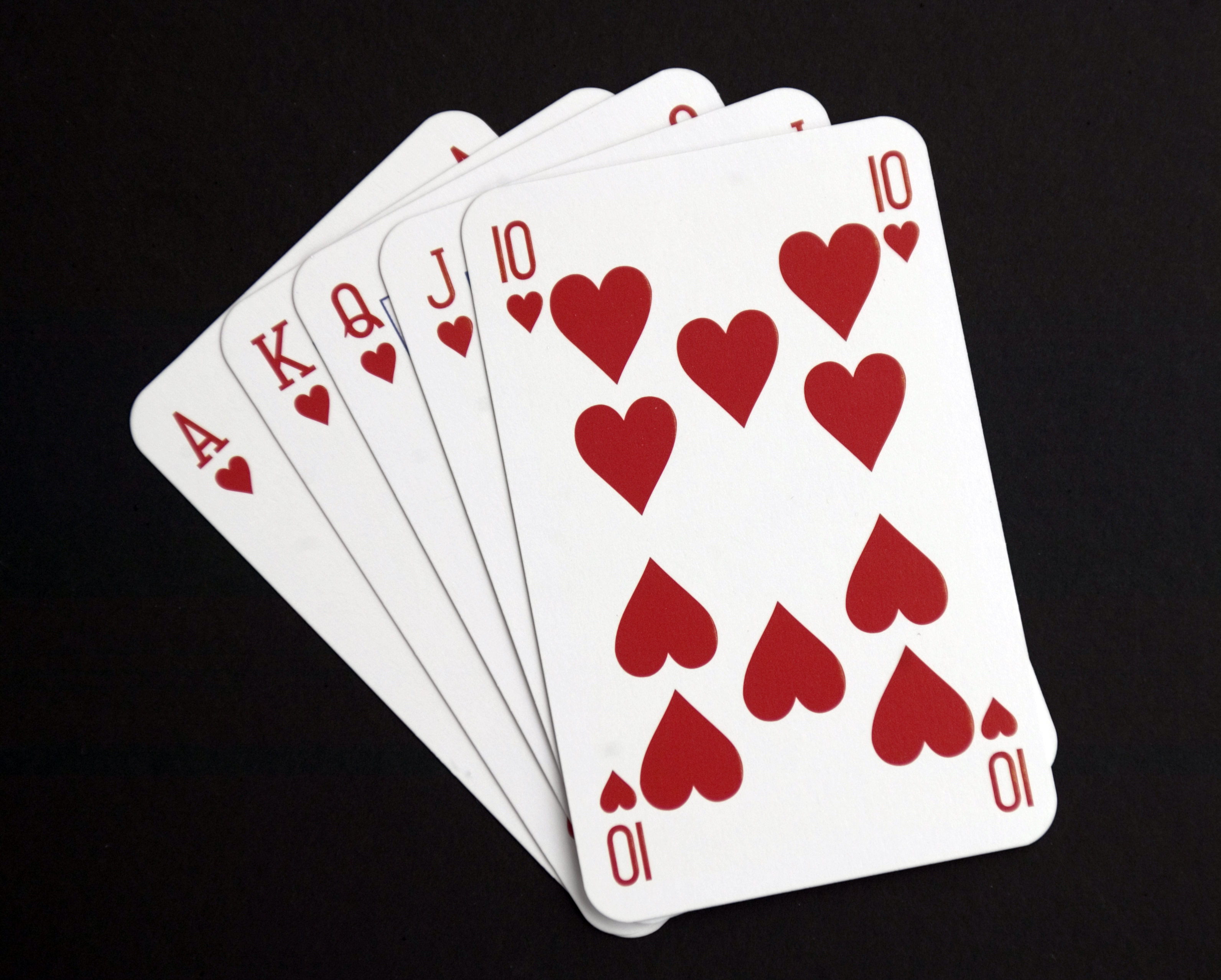
높은 표면 내구성과 인쇄성을 가진 매우 단단한 단일 시트가 필요한 플레잉 카드

판지는 일반적으로 약 10밀리미터(0.25mm) 이상의 두께를 가진 종이 기반 재료이다. 접이식 종이갑, 조립 상자, 카드형 포장 등에 자주 사용된다. 판지의 구성은 다음과 같다.
- 컨테이너보드, 골판지 생산에 사용된다.
- 접이식 박스 보드, 화학 및 기계 펄프의 여러 층으로 구성된다.
- 고강도 표백 보드, 순수하게 표백된 화학 펄프로 만들어지며 일반적으로 미네랄 또는 합성 안료가 사용된다.
- 고강도 비표백 보드, 일반적으로 비표백된 화학 펄프로 만들어진다.
- 화이트 라이닝 칩보드, 일반적으로 폐지 또는 재활용 섬유 층으로 만들어지며, 대개 상단에 2~3겹의 코팅이 있고 뒷면에 1겹이 있다. 재활용된 내용물 때문에 안쪽은 회색을 띤다.
- 제본 보드, 제본에서 하드커버를 만드는 데 사용되는 판지 (종이)이다.

현재, 이러한 이름으로 분류되는 재료들은 실제 종이를 사용하지 않고도 만들어질 수 있다.

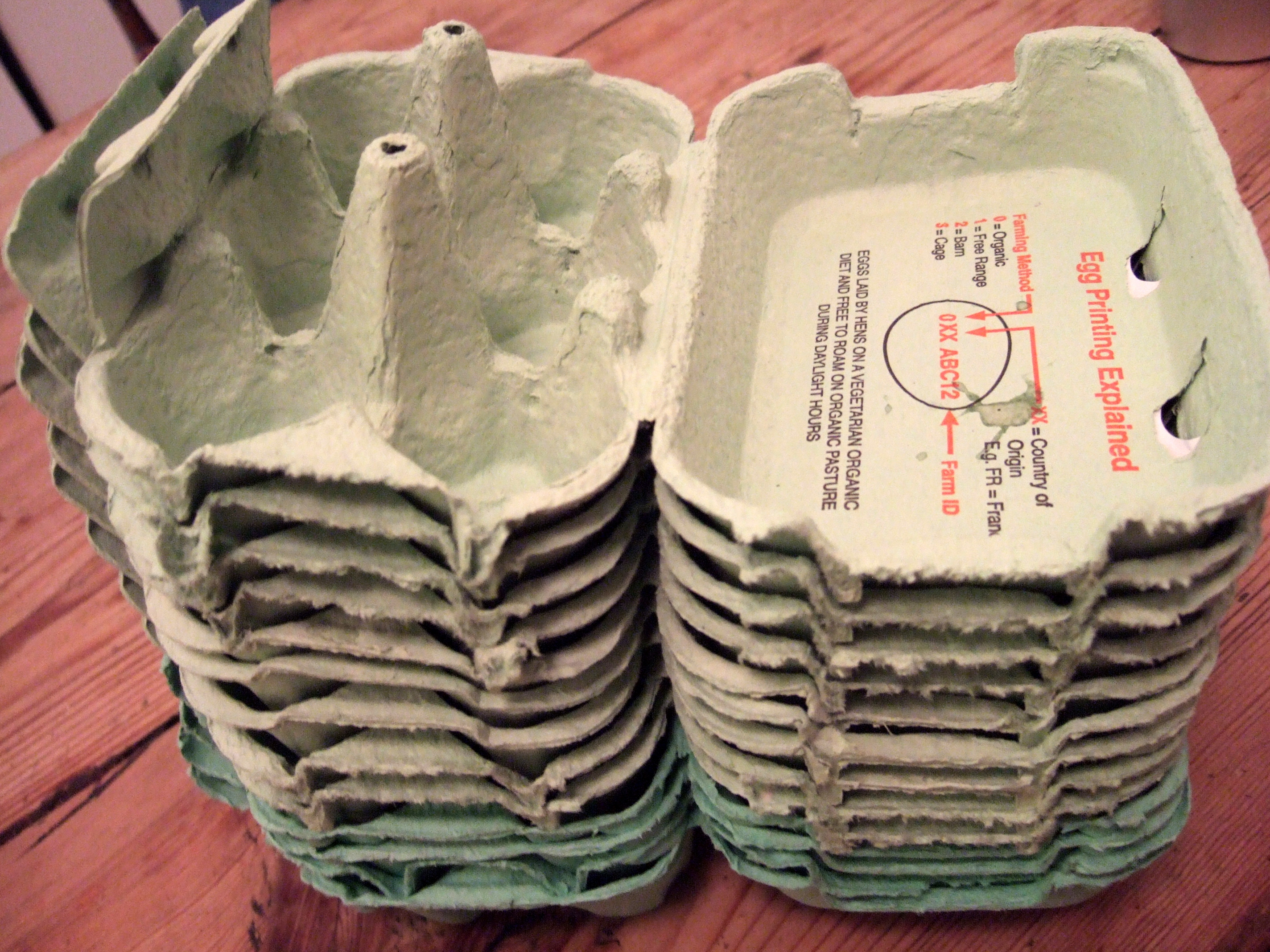
계란 상자

### 골판지

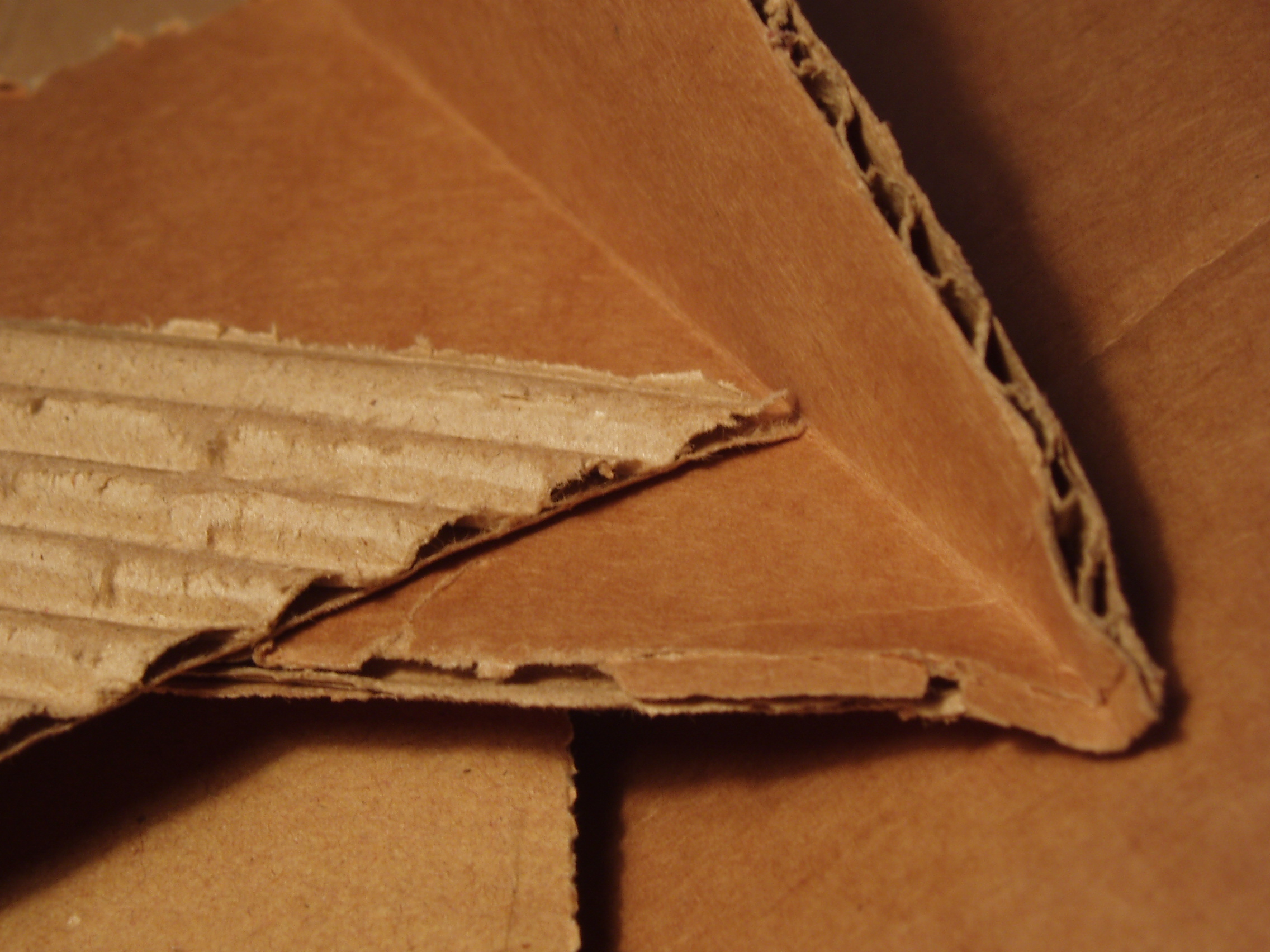
골판지

골판지는 종이판의 조합으로, 일반적으로 두 개의 평평한 라이너와 한 개의 내부 플루트 골판지로 구성된다. 제품 배송 또는 보관을 위한 골판지 상자를 만드는 데 자주 사용된다. 이 유형의 판지는 예술가들이 조각을 위한 원재료로도 사용한다.

## 재활용
대부분의 카드보드는 재활용이 가능하다. 라미네이트, 왁스 코팅 또는 습윤 강도 처리가 된 카드보드는 재활용이 더 어려운 경우가 많다. 깨끗한 카드보드(즉, 화학 코팅을 거치지 않은 카드보드)는 "일반적으로 회수할 가치가 있지만, 회수로 얻는 가치와 회수 비용의 차이가 미미한 경우가 많다." 카드보드는 산업용 또는 가정용으로 재활용될 수 있다. 예를 들어, 카드보드는 퇴비로 만들거나 동물의 깔짚으로 잘게 부술 수 있다.

## 역사
"카드보드"라는 용어는 1848년에 앤 브론테가 소설 《와일드펠 홀의 소작인》에서 언급한 이후로 사용되어 왔다. 켈로그 형제는 처음으로 종이갑 상자를 사용하여 플레이크 옥수수 시리얼을 담았고, 나중에 일반 대중에게 판매하기 시작했을 때 상자 외부에 밀랍 종이로 된 열 밀봉 봉지를 감싸고 상표명을 인쇄했다. 이러한 발전은 시리얼 상자의 기원이 되었지만, 현대에는 밀봉된 봉지가 플라스틱이며 상자 안에 보관된다. 존 W. 키크헤퍼가 운영했던 키크헤퍼 컨테이너 회사(Kieckhefer Container Company)는 또 다른 초기 미국의 포장 산업 개척자였다. 특히 종이 우유팩과 같은 섬유 운송 용기 사용에 뛰어났다.

## 다양한 최종 용도 예시

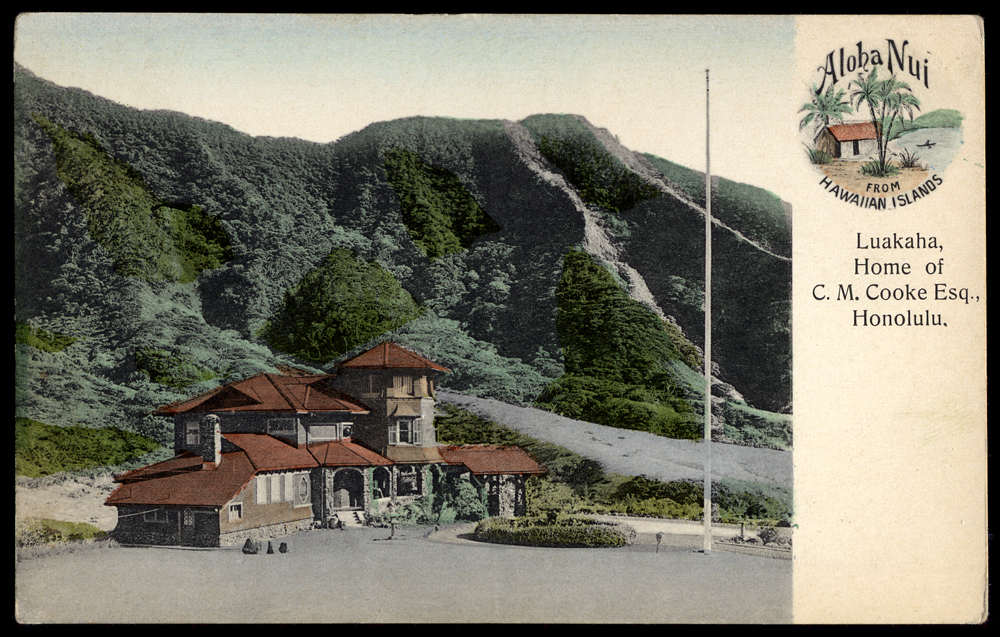
1908년 엽서
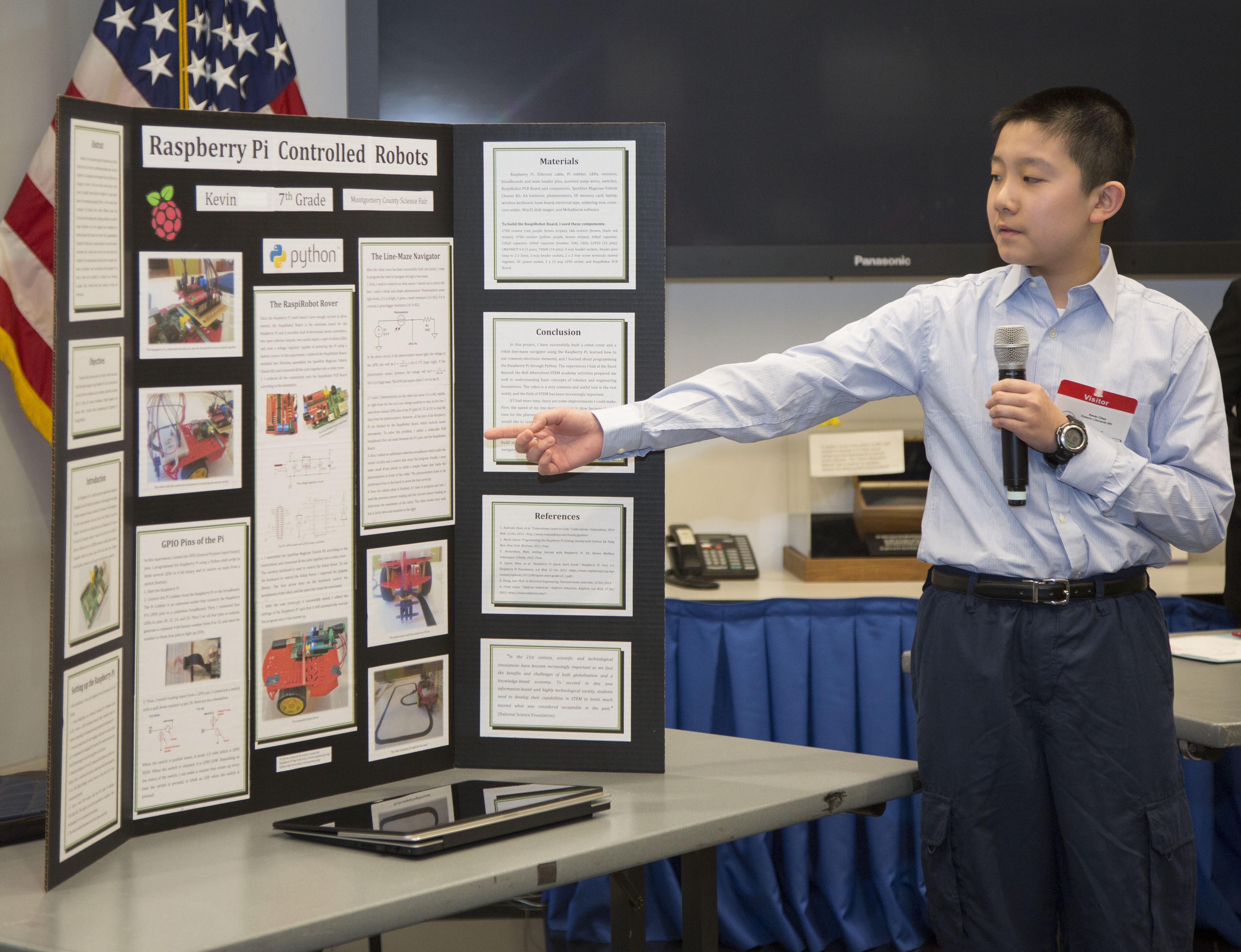
과학 박람회의 포스터 및 전시 보드
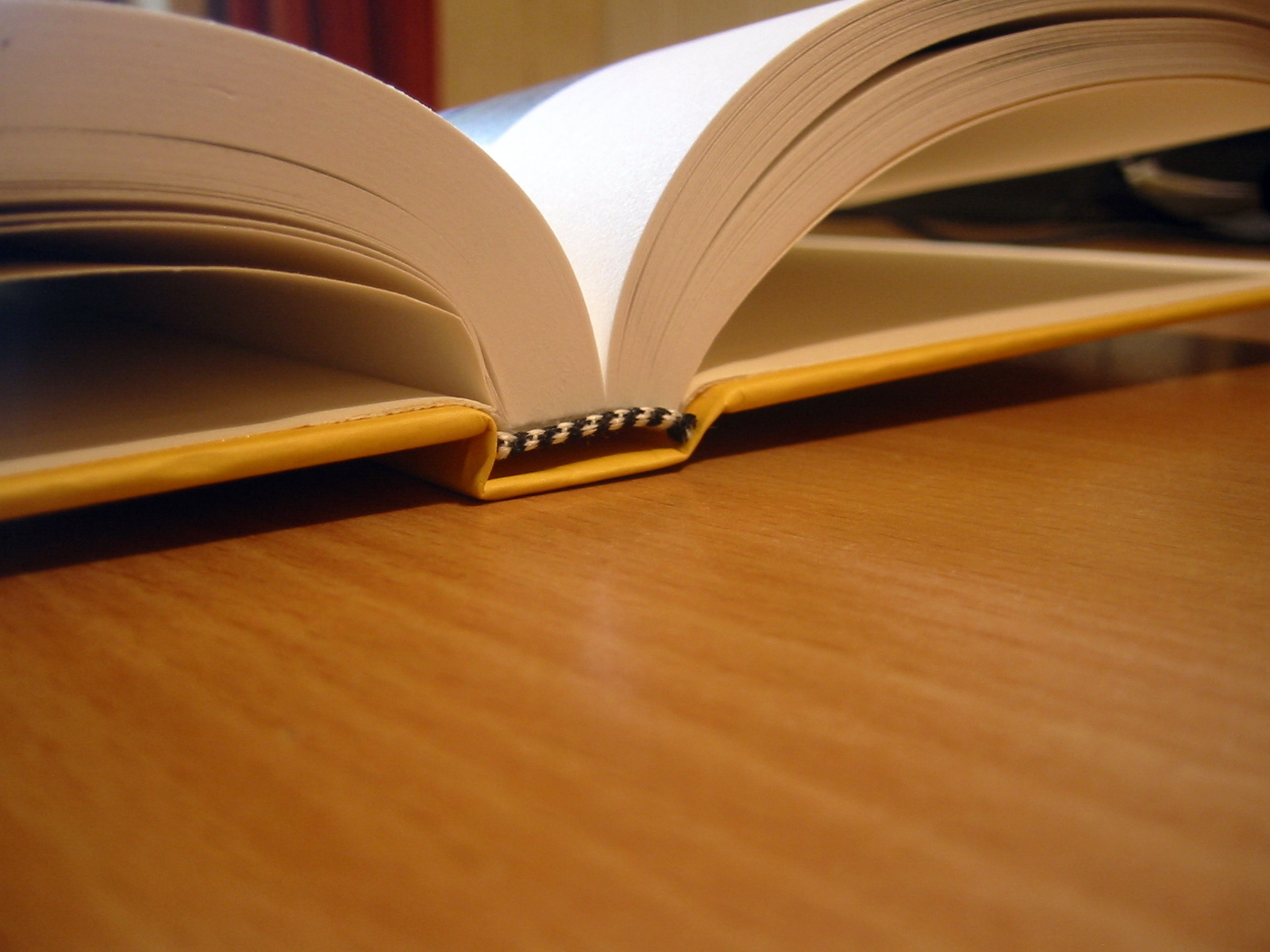
하드커버 책
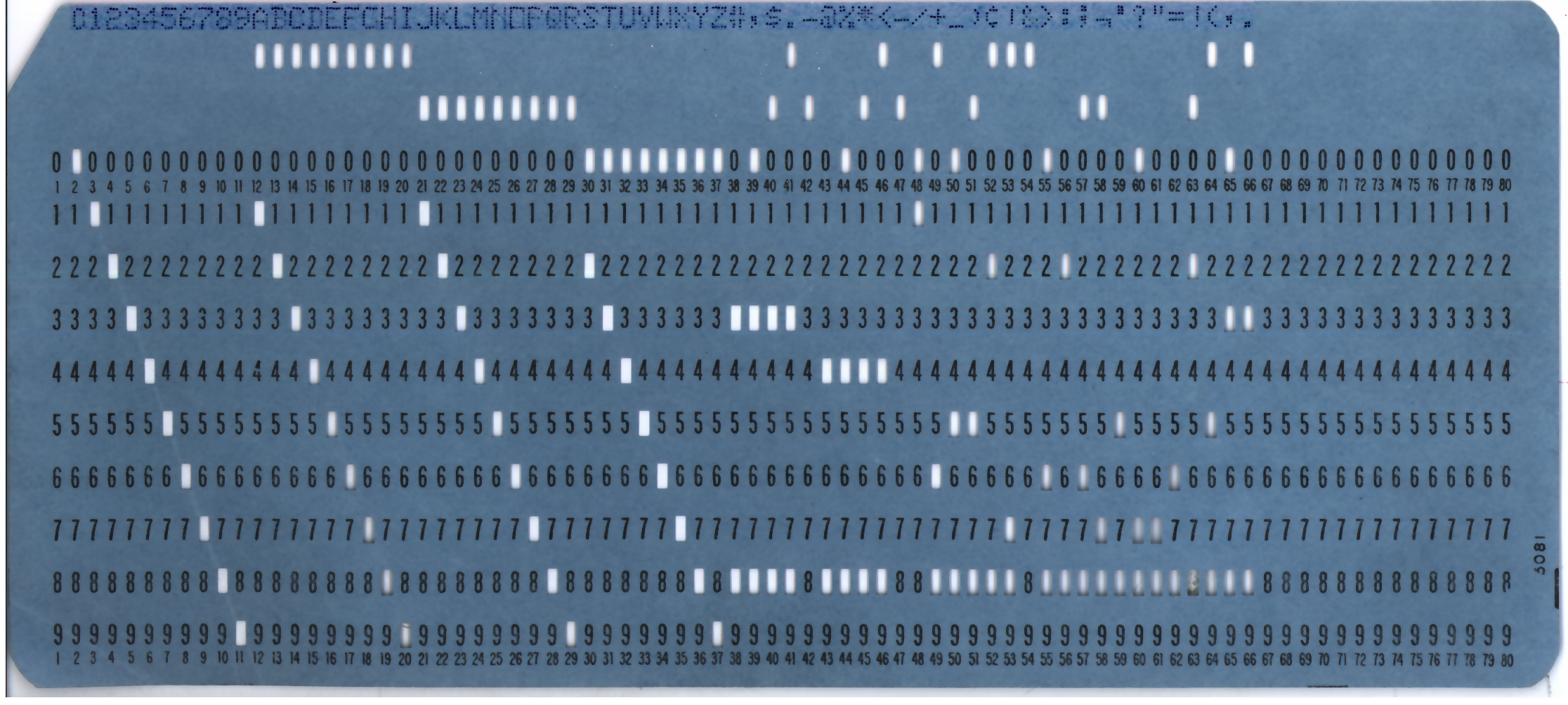
천공 카드, 초기 디지털 저장 장치
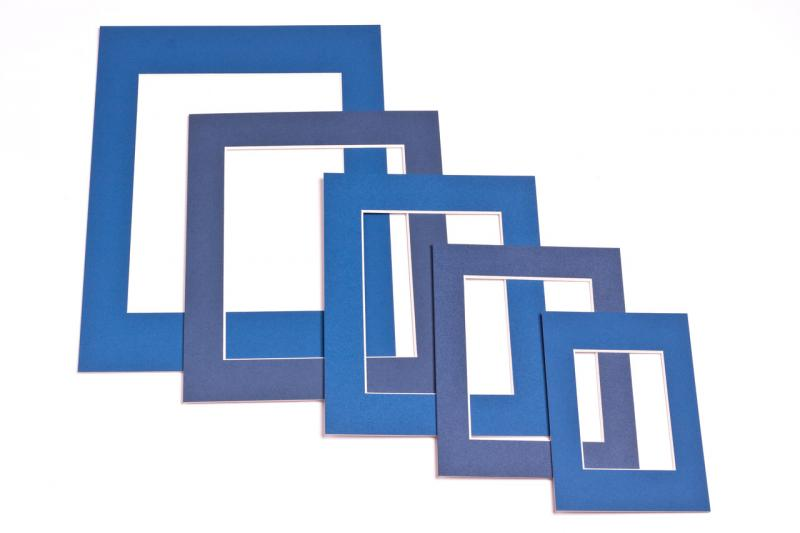
그림 액자용 매트
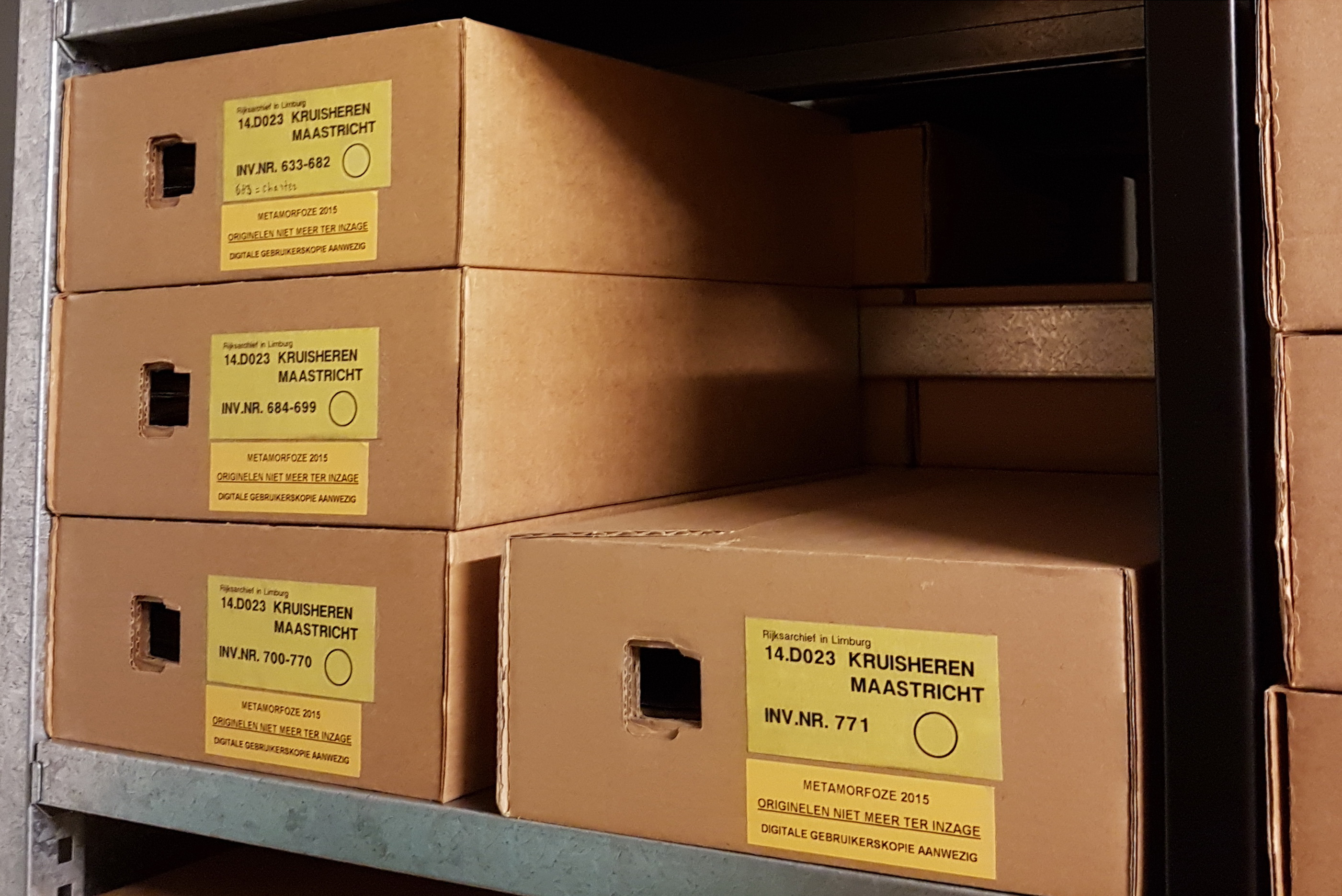
기록 보관용 골판지 상자
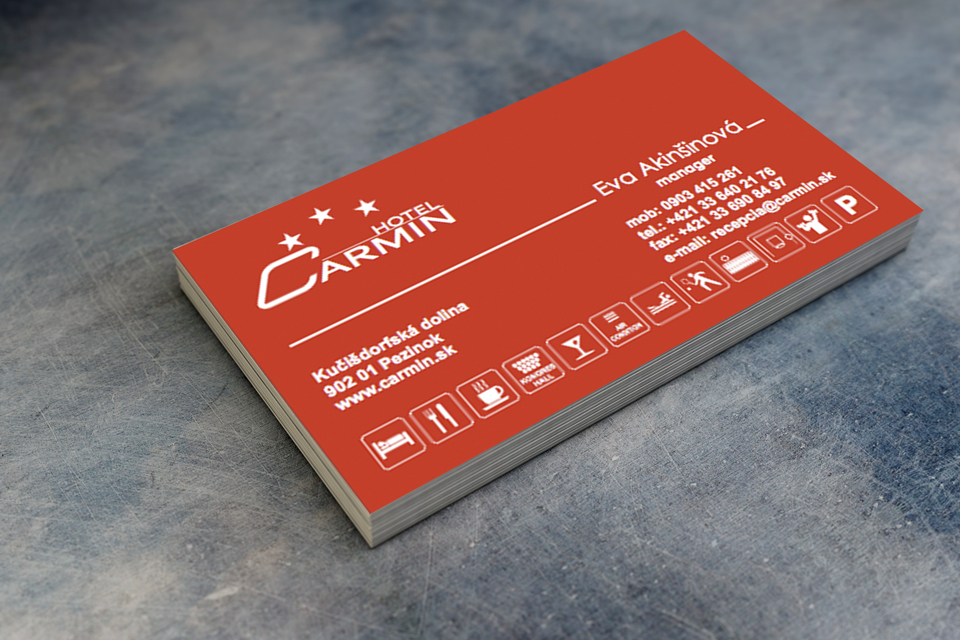
명함
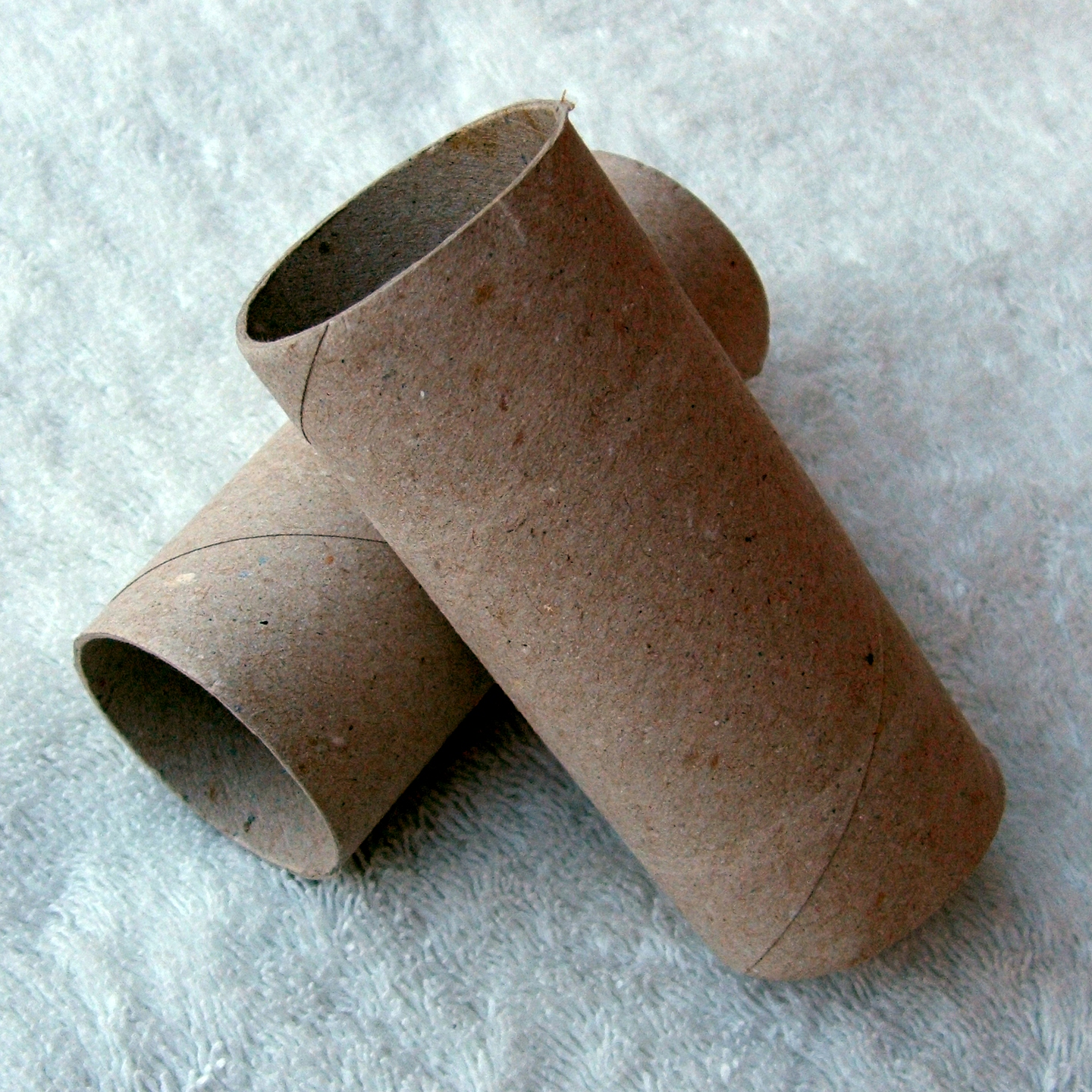
종이 롤용 섬유 튜브
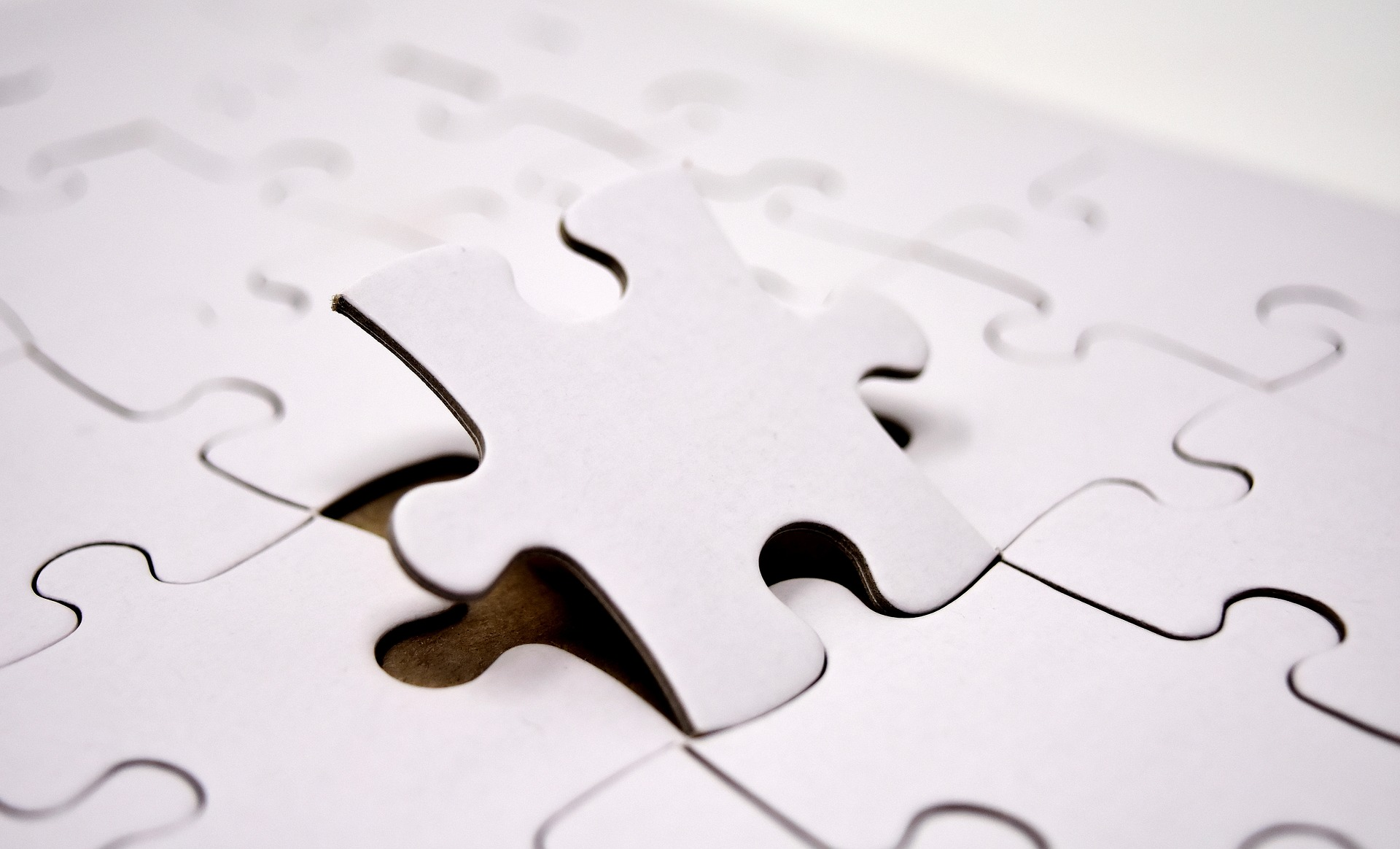
카드보드 직소 퍼즐

## 같이 보기
- 골판지 상자
- 판지 가구
- 종이갑
- 골판지 상자 디자인
- 접이식 상자
- 주스 박스 (용기)
- 판지 (종이)